# Bathypterois
 (juin 2012).
Si vous disposez d'ouvrages ou d'articles de référence ou si vous connaissez des sites web de qualité traitant du thème abordé ici, merci de compléter l'article en donnant les références utiles à sa vérifiabilité et en les liant à la section « Notes et références ».
Genre
Bathypterois, parfois dénommé poisson trépied ou poisson tripode, et parfois encore, à tort, Benthosaurus, est un genre de poissons de la famille des Ipnopidae.

## Une anatomie particulière

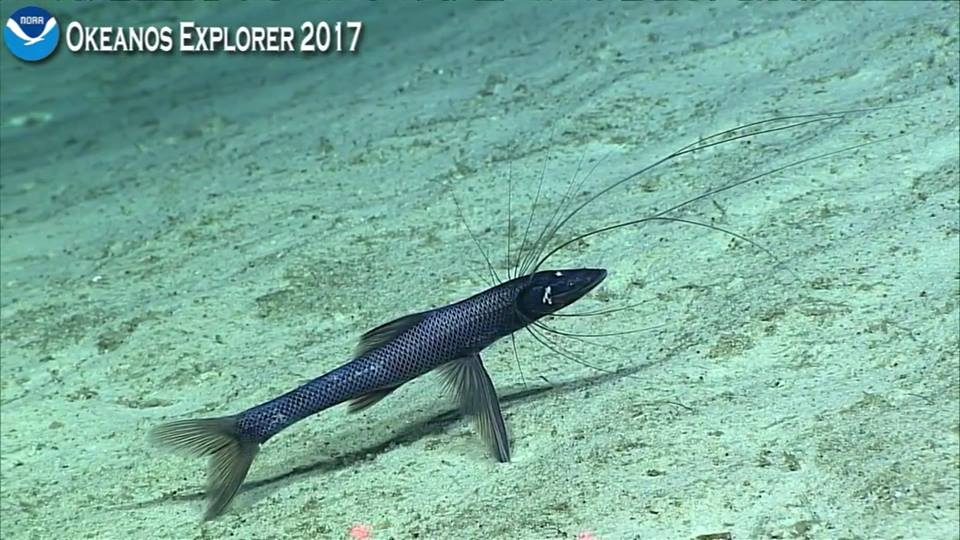
Bathypterois atricolor observé dans les abysses au large des îles Samoa.

Lorsqu'il est pêché pour la première fois, au début du XXe siècle, on croit que ses rayons très allongés servent à détecter les mouvements émis par ses éventuelles proies[réf. nécessaire]. Il faut attendre que le Commandant Houot descende à 2 400 mètres de profondeur pour observer et photographier ce curieux poisson[réf. nécessaire]. Ses rayons allongés ne servent pas à détecter la nourriture, mais bien à se tenir dessus, comme un échassier se tient sur des échasses[réf. nécessaire]. Au lieu de profiter le la longueur de son corps pour se mouvoir rapidement, il préfère « s'asseoir » et attendre[réf. nécessaire].

## Liste d'espèces
Selon FishBase (2 avril 2017), Catalogue of Life (28 juin 2012), World Register of Marine Species (28 juin 2012) et ITIS (28 juin 2012) :
- Bathypterois andriashevi Sulak & Shcherbachev, 1988
- Bathypterois atricolor Alcock, 1896
- Bathypterois bigelowi Mead, 1958
- Bathypterois dubius Vaillant, 1888
- Bathypterois filiferus Gilchrist, 1906
- Bathypterois grallator (Goode & Bean, 1886)
- Bathypterois guentheri Alcock, 1889
- Bathypterois insularum Alcock, 1892
- Bathypterois longicauda Günther, 1878
- Bathypterois longifilis Günther, 1878
- Bathypterois longipes Günther, 1878
- Bathypterois oddi Sulak, 1977
- Bathypterois parini Shcherbachev & Sulak, 1988
- Bathypterois pectinatus Mead, 1959
- Bathypterois perceptor Sulak, 1977
- Bathypterois phenax Parr, 1928
- Bathypterois quadrifilis Günther, 1878
- Bathypterois ventralis Garman, 1899
- Bathypterois viridensis (Roule, 1916)

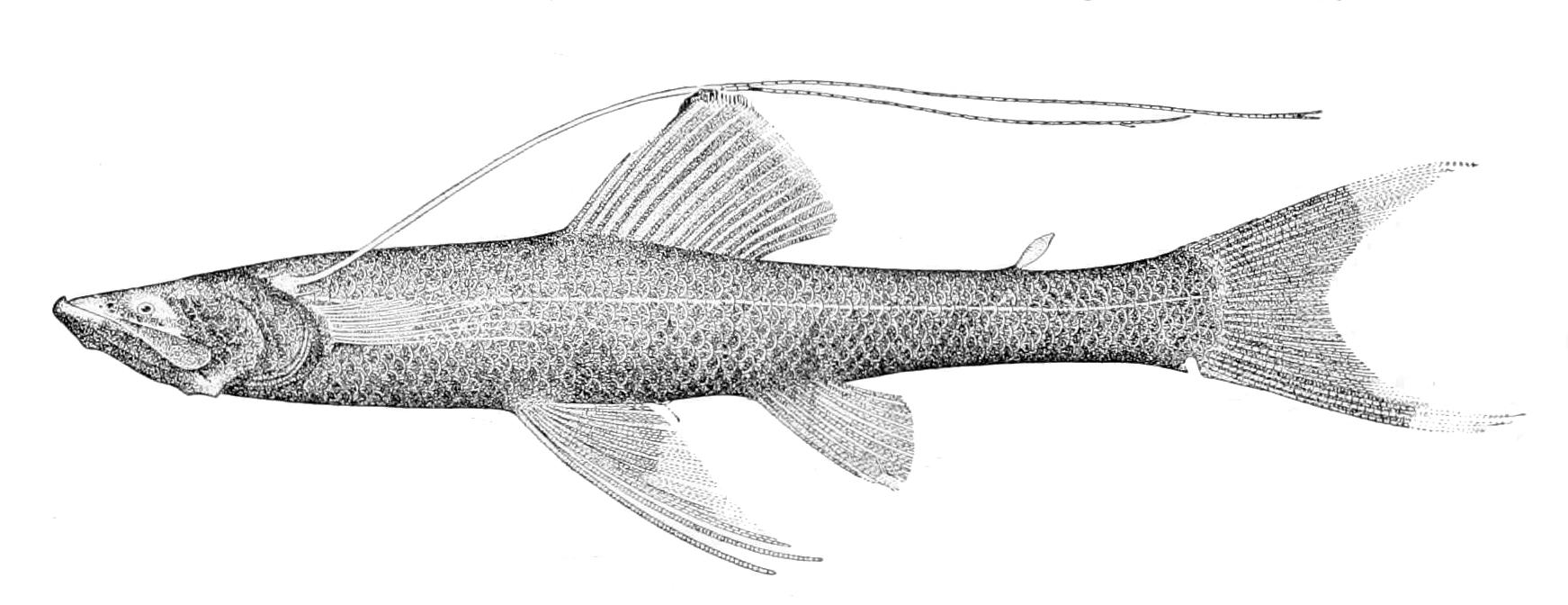
Bathypterois atricolor
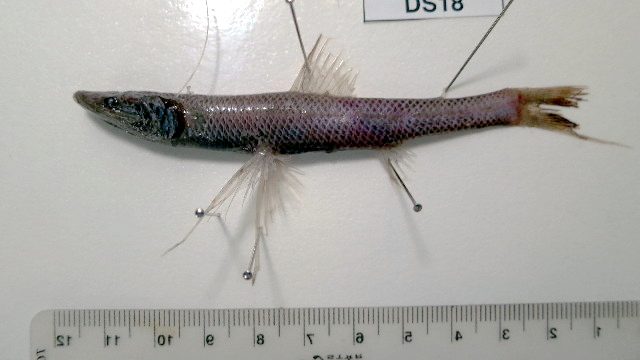
Bathypterois dubius
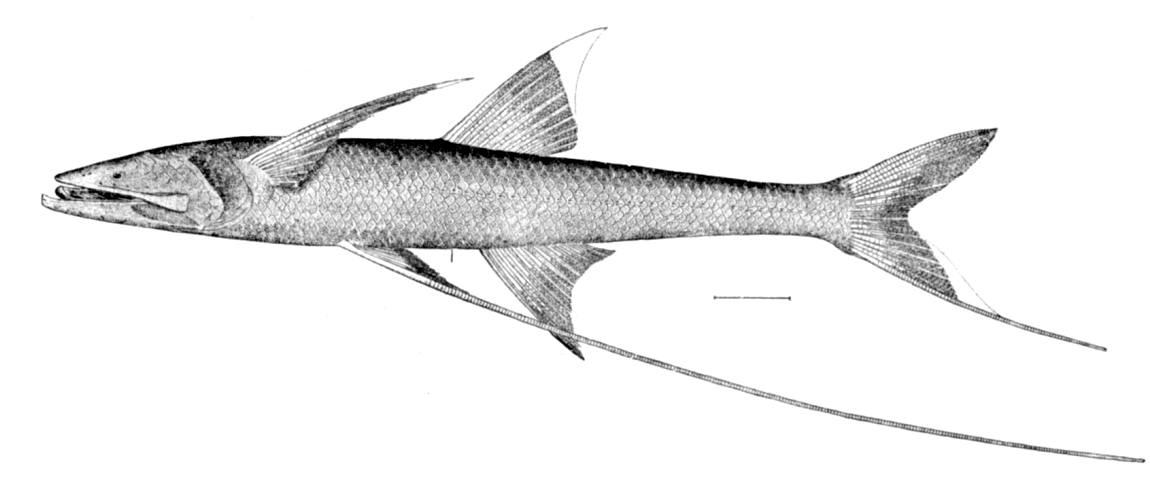
Bathypterois grallator
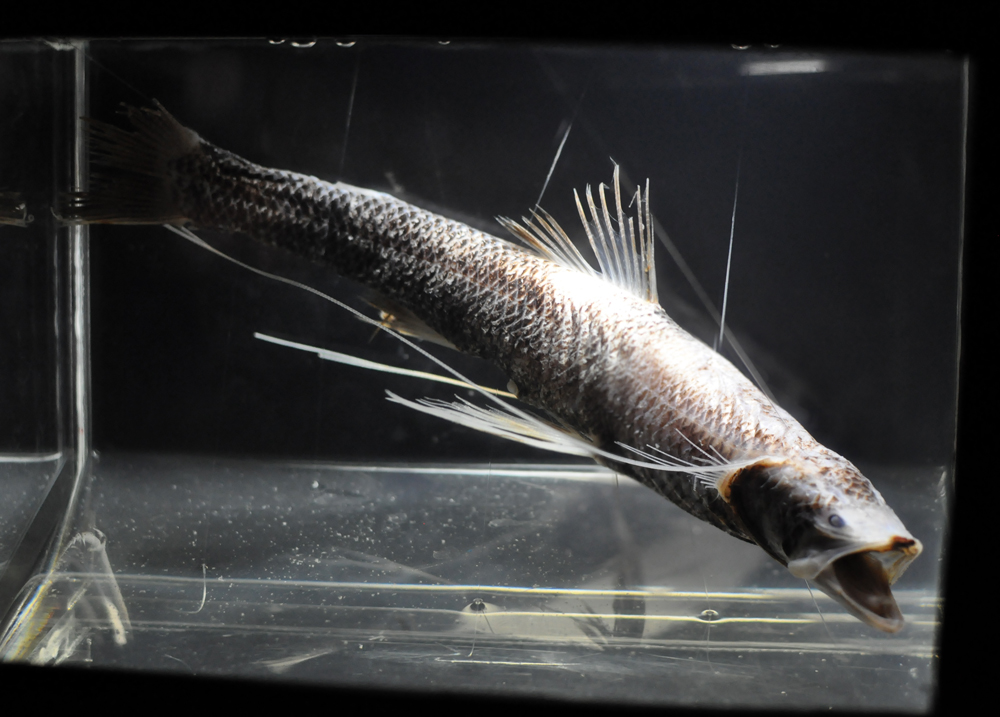
Bathypterois guentheri
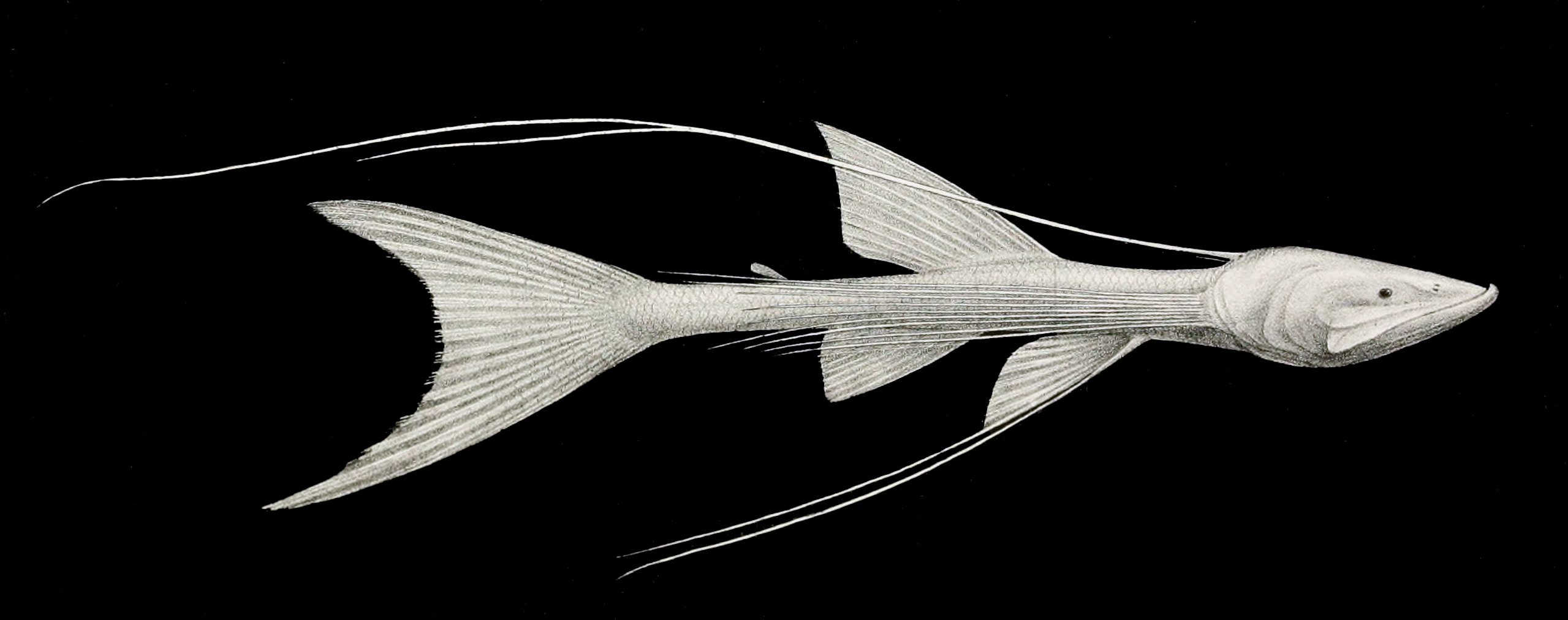
Bathypterois longicauda
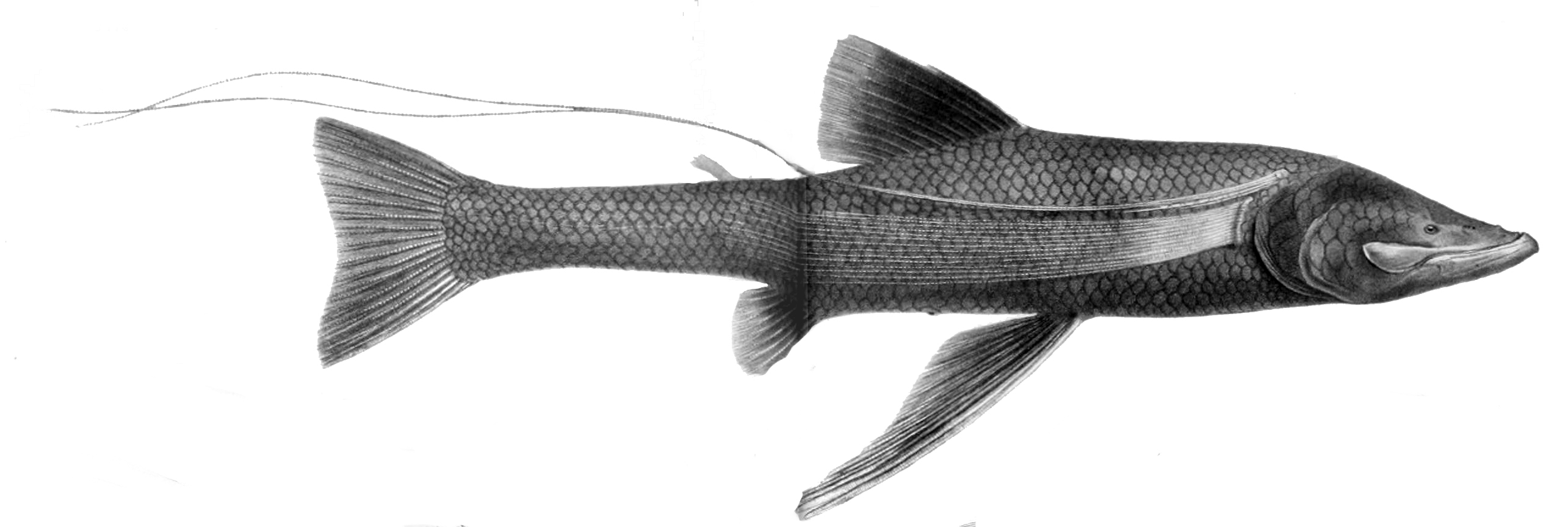
Bathypterois longifilis
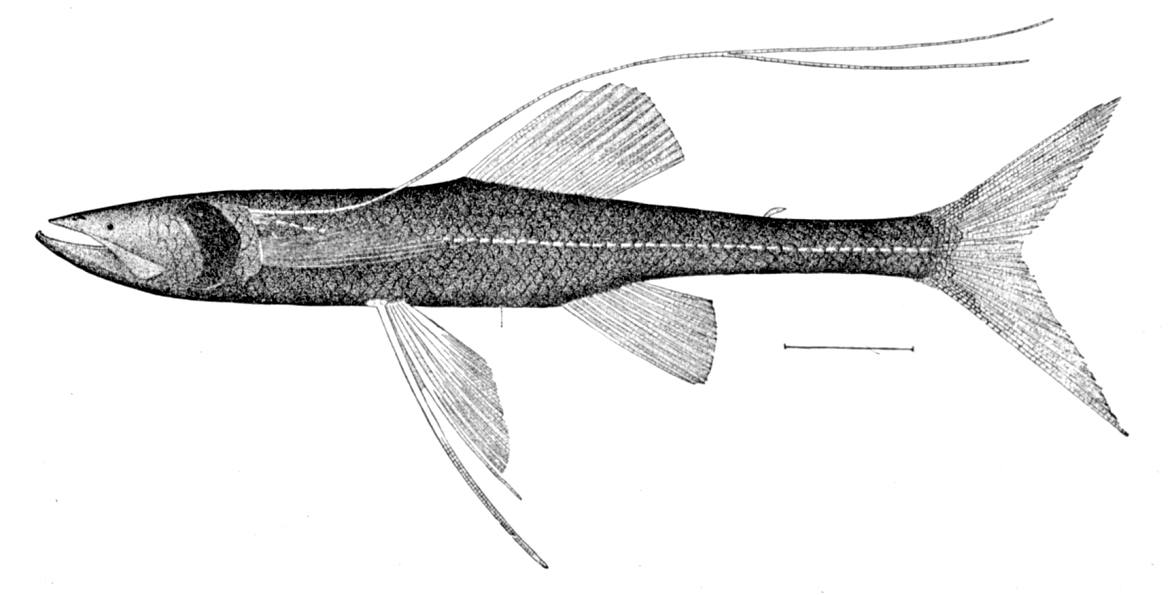
Bathypterois longipes
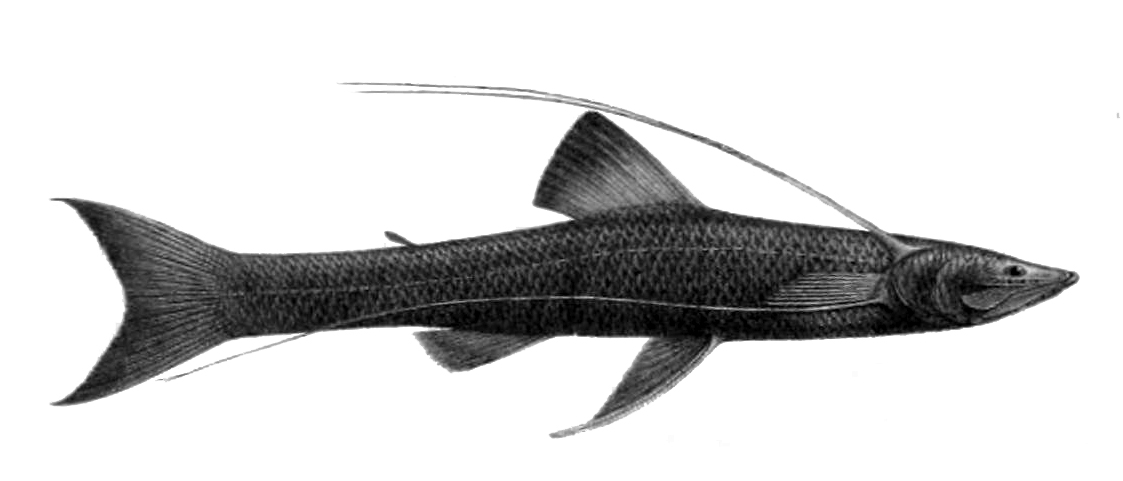
Bathypterois quadrifilis